# One More Time (песня Twice)
«One More Time» (с англ. — «Ещё Раз») — сингл, записанный южнокорейской гёрл-группой Twice. Это первый полноценный японский сингл группы, содержащий также три других трека. Был выпущен 18 октября 2017 года лейблом Warner Music Japan.
«One More Time» стал самым продаваемым альбомом корейской женской группы в Японии в первый день после релиза; он также стал самым продаваемым по результатам недельных продаж.

## Подготовка и релиз
15 сентября 2017 года стало известно, что Twice выпустят первый японский сингл «One More Time», и были представлены тизер-фото. Ранее группа уже делала тизер на сингл в специальном видео «#Twice Spot Movie», где в конце было написано «One More Time…?». Впервые песня была представлена 5 октября на радио Tokyo FM.
Диск имеет три версии: стандартную, ограниченную версию «А» (CD и DVD включает в себя видеоклип и создание видеоклипа) и ограниченную версию «B» (CD и DVD включает в себя танцевальную версию видеоклипа и съёмки фотобука).

## Композиция
Композиторами «One More Time» стали Яханаэль, Юки Кокубо и Na.Zu.Na; текст написали Яханаэль и Нацуми Ватанабе. Для Янахаэля это уже второе сотрудничество с Twice, первый раз он написал для них текст японской версии «Like Ohh-Ahh» со сборника #Twice. Песня содержит элементы электронной музыки 90-х, которые отличаются от EDM со смесью размытых клавишных и громких басов.

## Видеоклип
Тизеры видеоклипа были опубликованы 25 и 29 сентября 2017 года. Несмотря на то, что релиз должен был состояться лишь 18 октября, официальный клип опубликовали на японском канале группы уже 6 октября.
В клипе участницы занимаются различными видами спорта: Наён и Чжихё играют в теннис, напоминающий сцену матча из аниме «Принц тенниса». Чеён и Дахён борются на ринге, где в роли судьи выступает Чонён, а Сана в качестве ринг-гёрл. Момо, Мина и Цзыюй — художественные гимнастки с обручем, мячом и лентой соответственно.

## Промоушен
17 октября 2017 года Twice впервые выступили с «One More Time» на Nippon TV. Двумя днями позже группа появилась на Tokyo FM в качестве гостей, что ознаменовало их первое появление на радио в Японии. 22 октября девушки выступили на мероприятии Fuji TV в честь Хэллоуина. Данное мероприятие также является одним из крупнейших в Японии, посвящённых тематике этого праздника.

## Коммерческий успех
«One More Time» дебютировал на 57 месте в Japan Hot 100 до релиза на физических носителях. Он провёл в чарте 4 недели, прежде чем дойти до вершины ещё через неделю после официального выхода.
В первый день было продано 94 957 физических копии, что позволило синглу дебютировать на 1 месте ежедневного чарта Oricon. Данный показатель является наилучшим среди продаж за первые сутки среди всех корейских женских групп в Японии. Было также сообщено, что число предзаказов превышает отметку в 300 тысяч копий; Billboard Japan зарегистрировал 150 425 копий лишь с 16 по 18 октября. На второй день после старта продаж «One More» стал самым быстро продаваемым альбомом среди всех корейских женских групп в Японии по недельным результатам. Предыдущий рекорд удерживали Kara, в 2011 году за первую неделю их продажи составляли 122 820 копий.

## Список композиций
| №                   | Название                       | Текст песни              | Музыка                                           | Arrangement                                      | Длительность |
| ------------------- | ------------------------------ | ------------------------ | ------------------------------------------------ | ------------------------------------------------ | ------------ |
| 1.                  | «One More Time»                | Yhanael Natsumi Watanabe | Yhanael Yuki Kokubo Na.Zu.Na                     | Yuki Kokubo Yhanael Na.Zu.Na                     | 3:03         |
| 2.                  | «Luv Me»                       | Yuka Matsumoto           | Albin Nordqvist Malin Johansson Susumu Kawaguchi | Albin Nordqvist Malin Johansson Susumu Kawaguchi | 3:29         |
| 3.                  | «One More Time» (Instrumental) |                          | Yhanael Yuki Kokubo Na.Zu.Na                     | Yuki Kokubo Yhanael Na.Zu.Na                     | 3:03         |
| 4.                  | «Luv Me» (Instrumental)        |                          | Albin Nordqvist Malin Johansson Susumu Kawaguchi | Albin Nordqvist Malin Johansson Susumu Kawaguchi | 3:29         |
| Общая длительность: | Общая длительность:            | Общая длительность:      | Общая длительность:                              | Общая длительность:                              | 13:04        |

| №  | Название                                   | Длительность |
| -- | ------------------------------------------ | ------------ |
| 1. | «One More Time» (Music video)              |              |
| 2. | «One More Time» (Music video making movie) |              |

| №  | Название                                 | Длительность |
| -- | ---------------------------------------- | ------------ |
| 1. | «One More Time» (Music video dance ver.) |              |
| 2. | «Jacket Shooting Making Movie»           |              |

## Чарты
| Чарт (2017)                    | Пиковая позиция |
| ------------------------------ | --------------- |
| Япония (Japan Hot 100)         | 1               |
| Япония (Oricon Singles Chart)  | 1               |
| Филиппины (Philippine Hot 100) | 94              |
| Тайвань (Five Music)           | 4               |